# Ruth Perednik
Ruth Kestenbaum de Perednik (en hebreo: רות פרדניק‎), nacida en Londres el 24 de octubre de 1959, es una psicóloga israelí de origen británico. Fue pionera en el campo del mutismo selectivo.

## Biografía
Ruth Perednik es graduada de University College de Londres (1983), del Instituto de Educación de la Universidad de Londres (1984) y de la Universidad Hebrea de Jerusalén (Sicología Educacional, 2002). 
Su trabajo de tesis en Inglaterra fue sobre La correlación entre la atención materna a los niños y el apego de éstos a su madre, y en Israel sobre El Mutismo Selectivo en las familias inmigrantes. 
Perednik fue profesora de la Lincoln School y del Seminario de Maestros Yehuda Halevi de Buenos Aires (1986-1987) donde enseñó Sicología Educacional. 
Su esposo es el escritor argentino Gustavo Perednik, con quien reside en las afueras de Jerusalén y tienen cinco hijos.

## Especialidad
Durante veinte años Ruth Perednik se ha especializado en el tratamiento del Mutismo Selectivo y otros trastornos de ansiedad, para los que ha desarrollado un método de tratamiento basado en técnicas cognitivas conductuales. Es directora de la clínica para el tratamiento del Mutismo Selectivo en la Municipalidad de Jerusalén. 
Perednik es autora de un Manual para el Tratamiento del Mutismo Selectivo y es parte del programa de investigación en la Universidad Hebrea, supervisado por el Profesor Yoel Elizur.  

## Publicaciones
• La prevalencia del Mutismo Selectivo en familias nativas e inmigrantes: un estudio de control; Journal of the American Academy of Child and Adolescent Psychiatry. Volumen 42, 2003, 12ª ed. pp. 1451-1459
• Las neurosis no son religiosas, Nekuda, Jerusalén, 2009
• Las aguas calmas corren en la profundidad – Manual Completo de Mutismo Selectivo, para padres, terapeutas y docentes, 2010